# Анна Червинска
Анна Червѝнска (на полски: Anna Czerwińska) е полска алпинистка и хималаистка. В своята спортна кариера изкачва шест осемхилядника, както и най-високите върхове на всички континенти.
Участва в съвместни експедиции с Ванда Руткевич и Кристина Палмовска. По професия е доктор на фармацевтичните науки. Авторка на редица статии и книги за планинарство.

## Биография
Анна Червинска е родена на 10 юли 1949 година във Варшава. Завършва фармацевтика в Медицинската академия в родния си град. Работи като фармацевт за кратко време. През 1969 година започва да се занимава с планинско катерене. Още в самото начало катери в тандем с Кристина Палмовска. Първоначално катери в родните Татри.
През 1978 година постига първи международен успех. Група в състав Червинска, Палмовска, Руткевич и Ирена Кенса успява да осъществи първо женско зимно изкачване по северната стена на Матерхорн в Алпите. През 1979 година заедно с Руткевич стават първите жени изкачили Ракапоши (7788 м) в Каракорум. През 1983 година Червинска достига до Роки Съмит (8028 м), предвърх на Броуд Пик. Две години по-късно с Палмовска и Руткевич осъществяват първо женско отборно изкачване на Нанга Парбат (8126 м).
През 2000 година става втората полякиня, която изкачва Еверест (8848 м), и първата изкачила най-високите върхове на всички континенти. На следващата година достига най-високата точна на Лхотце (8501 м) и Чо Ою (8201 м). През 2003 година изкачва Гашербрум II (8034 м) в рамките на полско-американска експедиция. В 2006 година осъществява солово изкачване на Макалу (8485 м). Това постижение я прави първата полякиня достигнала върха.
В продължение на дълги години Червинска се изявява и като ръководител на различни високопланински експедиции. През 2005 година ръководи българо-полска хималайска експедиция за изкачване на К2 (8611 м).

## Изкачвания
- 1985 – Нанга Парбат (8126 м)
- 2000 – Еверест (8848 м)
- 2001 – Лхотце (8501 м)
- 2001 – Чо Ою (8201 м)
- 2003 – Гашербрум II (8034 м)
- 2006 – Макалу (8485 м)